# Pacyfikacja wsi Zimnowoda i Parzymiechy
Pacyfikacja wsi Zimnowoda i Parzymiechy – zbrodnia wojenna popełniona przez niemiecki Wehrmacht podczas kampanii wrześniowej 1939 roku.
Pierwszego dnia wojny żołnierze niemieckiej 19 Dywizji Piechoty niemal doszczętnie spalili nadgraniczne wsie Zimnowoda i Parzymiechy. Od kul, płomieni oraz wrzucanych do piwnic granatów zginęło wówczas co najmniej 114 Polaków. W gronie zamordowanych znalazło się wiele kobiet i dzieci.

## Preludium
Wsie Zimnowoda i Parzymiechy w powiecie częstochowskim leżały w niewielkiej odległości od przedwojennej granicy polsko-niemieckiej. 1 września 1939, we wczesnych godzinach porannych, niemieccy żołnierze bez walki opanowali Zimnowodę. W odległych o kilometr Parzymiechach Niemcy napotkali jednak na zaciekły opór stawiany przez żołnierzy polskiej 30 Dywizji Piechoty. W walkach zginęło wielu niemieckich żołnierzy, w tym podpułkownik Hoehne (dowódca 73 pułku 19 Dywizji Piechoty). Dopiero około godziny 21:00 oddziały niemieckie zdołały opanować wieś. W obawie przed walkami wielu mieszkańców Zimnowody i Parzymiech uciekło ze swoich domów.
Niemieccy żołnierze byli przekonani, że polska ludność cywilna brała aktywny udział w walce. W atmosferze bitewnego zamieszania przypadkowe strzały oddawane przez niedoświadczonych rekrutów nierzadko były uznawane za „dowód” na obecność partyzantów. Brakuje jednak jakichkolwiek przesłanek, które mogłyby potwierdzić tezę, iż mieszkańcy Zimnowody i Parzymiech wystąpili zbrojnie przeciw niemieckim żołnierzom. W zeznaniach polskich świadków, a także w oficjalnych niemieckich raportach, nie pojawiają się bowiem informacje o znalezieniu broni należącej do osób cywilnych, czy też powołaniu sądu polowego, którego zadaniem było osądzenie „partyzantów”. Nie schwytano także żadnego polskiego cywila z bronią w ręku. Niemniej jeszcze tego samego dnia żołnierze Wehrmachtu przystąpili do brutalnej akcji odwetowej, której ofiarą padli mieszkańcy Zimnowody i Parzymiech.
W dzienniku działań bojowych II dywizjonu 19 pułku artylerii zapisano pod datą 1 września 1939, że: „w celu ochrony przed dalszymi atakami [ze strony mieszkańców] obie miejscowości zostały spalone”. Owa wersja wydarzeń została także powielona w wydanej po zakończeniu wojny monografii nt. historii 19 Dywizji Piechoty (wyd. 1958). Jej autor – emerytowany generał Otto von Knobelsdorff – twierdził, że Zimnowoda i Parzymiechy zostały podpalone, gdyż ich mieszkańcy (nie wyłączając kobiet) mieli podstępnie strzelać do niemieckich żołnierzy.

## Masakra w Parzymiechach
Po wkroczeniu do Parzymiech niemieccy żołnierze zmusili ukrywających się mieszkańców do wyjścia z piwnic i domów, po czym wielu z nich wywieźli w różnych kierunkach. Blisko 10 osób zamknięto w domu nieopodal wsi Grabarze, po czym spalono żywcem. Drugą, większą grupę mieszkańców, zabrano do Kluczborka, a następnie wywieziono w głąb Rzeszy skąd internowani wrócili dopiero po kilku tygodniach. Niemcy zatrzymali także miejscowego proboszcza, ks. Bonawenturę Metlera, a wraz z nim ks. wikariusza Andrzeja Daneckiego i organistę Ignacego Sobczaka. Całą trójkę brutalnie skatowano, po czym zabrano do pobliskiego Jaworzna i tam rozstrzelano. Zbrodni dokonano w odwecie za rzekome ostrzelanie niemieckich żołnierzy z wieży kościoła w Parzymiechach.
W międzyczasie Niemcy niemal doszczętnie zniszczyli wieś. Ludność mordowano, a zabudowania podpalano i obrzucano granatami. W pobliżu domu Antoniego Sobery rozstrzelano 27 osób, w tym jego rodziców, cztery siostry i siedmioro siostrzeńców (z całej rodziny ocalał jedynie Antoni oraz jego 4-letnia siostrzenica). Ponadto Józef Fajkowski i Jan Religa podawali, że na polach należących do gospodarzy Jezierskiego i Zgrzeblaka żołnierze niemieccy mieli zamordować kolejnych 21 osób, w tym wszystkich członków rodzin Jezierskich, Klusków, Kuopów, Lemaników i Pecynów.
Z zeznań złożonych przez Bronisławę Mirowską wynika, że pacyfikacją kierował niemiecki oficer, który urządził swoje polowe stanowisko dowodzenia w przydrożnym rowie. Mirowska zeznała, że gdy wraz z dziećmi doprowadzono ją do oficera, jeden z żołnierzy wziął jej rodzinę w obronę, tłumacząc, że „To tylko biedni, prości ludzie”. Dowódca miał jednak odpowiedzieć: „To jest polskie gówno. Rano wszystkich rozstrzelać”. Tej nocy Mirowska jeszcze dwa razy stawała przed oficerem, który za każdym razem powtarzał rozkaz rozstrzelania. Ostatecznie w panującym zamieszaniu udało jej się wymknąć wraz z dziećmi.
Z kolei 2 września grupę ok. 40 mieszkańców Parzymiech zaprowadzono do niemieckiego generała kwaterującego w lesie pod Raciszynem. Żołnierze oskarżyli zatrzymanych o prowadzenie ostrzału z kościelnej wieży. Generał nie dał jednak wiary twierdzeniom podkomendnych, w związku z czym spisano jedynie nazwiska zatrzymanych Polaków, a następnie odwieziono ich do pobliskiego Jaworzna. Nazwiska trzech mężczyzn wskazanych przez generała podkreślono czerwonym ołówkiem (nie wiadomo jednak, czy spotkały ich z tego powodu represje).

## Masakra w Zimnowodzie
Po wkroczeniu do Zimnowody niemieccy żołnierze zmusili Józefę Zygmunt, aby otworzyła drzwi do wszystkich domów i stodół we wschodniej części osady. Gdy to uczyniła została pobita i zastrzelona. Mimo iż ludność zachowywała się spokojnie, Niemcy przystąpili do pacyfikacji osady. Żołnierze szli od domu do domu systematycznie podpalając zabudowania. Wielu mieszkańców zastrzelono, rannych dobijano bagnetami lub kolbami karabinowymi. Między innymi na terenie gospodarstwa należącego do rodziny Nicponiów żołnierze zastrzelili czterech mężczyzn (Aleksego Nicponia, jego dwóch synów i zięcia), a sześcioro kobiet i dzieci zamknęli w piwnicy domu, który następnie podpalili. Cała szóstka w ostatniej chwili zdołała uciec z płonącego budynku. Niemcy zamordowali także gospodarza Gierczaka, jego ciężarną żonę, dwójkę dzieci i siostrzeńca. Świadkowie zeznawali, że dzieci zatłuczono na śmierć kolbami karabinów. Liczba ofiar byłaby zapewne większa, gdyby nie kilkukrotne interwencje poszczególnych niemieckich żołnierzy i oficerów. W ten sposób ocalała m.in. grupa ok. 25-100 mieszkańców Zimnowody, których zamierzano rozstrzelać z powodu strzału, jaki miał paść w kierunku niemieckich żołnierzy. Do masakry nie doszło, gdyż jeden z żołnierzy oznajmił, że feralny strzał został oddany przez Niemca.
Około 100 ocalałych mieszkańców Zimnowody podzielono na mniejsze grupy i rankiem 2 września wywieziono do Rzeszy. Niewiele brakowało, aby doszło wówczas do kolejnej masakry. Grupę ok. 30 Polaków prowadzono bowiem do pobliskiego Julianpola, gdy do maszerującej kolumny podjechała samochodami grupa żołnierzy należących do innego niemieckiego oddziału. Cywilów obrzucono obelgami, ustawiono w szeregu, po czym przygotowano karabiny maszynowe. Egzekucję powstrzymała w ostatniej chwili zdecydowana interwencja przejeżdżającego w pobliżu niemieckiego oficera. Polaków starał się także ochronić jeden z konwojentów, mimo iż rozwścieczeni żołnierze grozili mu śmiercią.

## Ofiary
Źródła podają rozbieżne informacje na temat liczby ofiar pacyfikacji Parzymiech. Świadkowie asystujący przy ekshumacjach szacowali liczbę zamordowanych na ok. 145-170, niektóre osoby mówiły nawet o 285 ofiarach. Na tej podstawie Barbara Bojarska uznała, że liczba ofiar pacyfikacji wyniosła ok. 150. Z kolei Józef Fajkowski i Jan Religa szacowali liczbę zamordowanych na 75. W gronie ofiar znaleźli się starcy, kobiety, małe dzieci, a nawet niemowlęta. Wieś doszczętnie spalono.
Mniejsze rozbieżności występują w odniesieniu do liczby ofiar pacyfikacji Zimnowody. Barbara Bojarska i Szymon Datner przyjmowali, że wyniosła ona 41. Jochen Böhler pisał o „około 40” ofiarach. Z kolei Józef Fajkowski i Jan Religa szacowali, że niemieccy żołnierze zamordowali w Zimnowodzie 39 osób – w tym 18 mężczyzn, 11 kobiet i 10 dzieci. Podobnie jak w przypadku Parzymiech, większość ofiar zginęła w domach podpalonych przy użyciu fosforu i granatów ręcznych. Wieś została niemal doszczętnie zniszczona, spalono ok. 127-128 zabudowań (ocaleć miały zaledwie trzy budynki).

## Upamiętnienie
W 1965 przy ul. Krzepickiej w Parzymiechach odsłonięto pomnik ku czci cywilnych ofiar II wojny światowej i okupacji, upamiętniający m.in. mieszkańców Parzymiech i Zimnowody zamordowanych w dniu 1 września 1939. Jest on nazywany popularnie „pomnikiem Niobe”, gdyż przedstawia sylwetkę klęczącej kobiety.